# Емерівілль (Каліфорнія)
Емерівілль (англ. Emeryville) — місто (англ. city) в США, в окрузі Аламіда штату Каліфорнія. Населення — 12 905 осіб (2020).
Знаходиться на східному березі Сан-Франциської затоки. На південь розташований Окланд; на північ — університетське місто Берклі.
Емервілл є східним передмістям Сан-Франциско.

## Географія
Емерівілль розташований за координатами 37°50′20″ пн. ш. 122°17′52″ зх. д. / 37.83889° пн. ш. 122.29778° зх. д. (37.838875, -122.297856). За даними Бюро перепису населення США в 2010 році місто мало площу 5,21 км², з яких 3,23 км² — суходіл та 1,98 км² — водойми. В 2017 році площа становила 5,75 км², з яких 3,29 км² — суходіл та 2,46 км² — водойми.

### Клімат
| Клімат : Емерівілль     | Клімат : Емерівілль | Клімат : Емерівілль | Клімат : Емерівілль | Клімат : Емерівілль | Клімат : Емерівілль | Клімат : Емерівілль | Клімат : Емерівілль | Клімат : Емерівілль | Клімат : Емерівілль | Клімат : Емерівілль | Клімат : Емерівілль | Клімат : Емерівілль | Клімат : Емерівілль |
| Показник                | Січ.                | Лют.                | Бер.                | Квіт.               | Трав.               | Черв.               | Лип.                | Серп.               | Вер.                | Жовт.               | Лист.               | Груд.               | Рік                 |
| Абсолютний максимум, °C | 23,3                | 27,2                | 31,1                | 36,1                | 40,6                | 41,7                | 39,4                | 37,2                | 42,8                | 39,4                | 28,9                | 23,9                | 42,8                |
| Середній максимум, °C   | 13,9                | 16,1                | 17,2                | 18,9                | 20,6                | 22,2                | 22,8                | 22,8                | 23,9                | 22,2                | 17,8                | 14,4                | 19,4                |
| Середній мінімум, °C    | 7,2                 | 8,9                 | 9,4                 | 10,6                | 11,7                | 13,3                | 13,9                | 14,4                | 14,4                | 12,8                | 9,4                 | 7,2                 | 11,1                |
| Абсолютний мінімум, °C  | −1,1                | −1,7                | 1,1                 | 2,8                 | 6,1                 | 8,9                 | 10,6                | 10,0                | 8,9                 | 6,1                 | 2,2                 | −3,3                | −3,3                |
| Норма опадів, мм        | 123                 | 108                 | 90                  | 35                  | 14                  | 3                   | 2                   | 3                   | 8                   | 34                  | 80                  | 82                  | 582                 |
| ----------------------- | ------------------- | ------------------- | ------------------- | ------------------- | ------------------- | ------------------- | ------------------- | ------------------- | ------------------- | ------------------- | ------------------- | ------------------- | ------------------- |
| Джерело:                |                     |                     |                     |                     |                     |                     |                     |                     |                     |                     |                     |                     |                     |

## Демографія
Згідно з переписом 2010 року, у місті мешкало 10 080 осіб у 5694 домогосподарствах у складі 1835 родин. Густота населення становила 1936 осіб/км². Було 6646 помешкань (1277/км²).
Расовий склад населення:
| - 44,5 % — білих - 27,5 % — азіатів - 17,5 % — чорних або афроамериканців - 0,4 % — корінних американців - 0,2 % — вихідців з тихоокеанських островів - 3,5 % — осіб інших рас |

До двох чи більше рас належало 6,4 %. Частка іспаномовних становила 9,2 % від усіх жителів.
За віковим діапазоном населення розподілялося таким чином: 10,2 % — особи молодші 18 років, 79,8 % — особи у віці 18—64 років, 10,0 % — особи у віці 65 років та старші. Медіана віку мешканця становила 35,0 року. На 100 осіб жіночої статі у місті припадало 97,8 чоловіків; на 100 жінок у віці від 18 років та старших — 98,8 чоловіків також старших 18 років.
Середній дохід на одне домашнє господарство становив 94 432 долари США (медіана — 77 806), а середній дохід на одну сім'ю — 107 730 доларів (медіана — 93 134). Медіана доходів становила 72 239 доларів для чоловіків та 66 594 долари для жінок. За межею бідності перебувало 11,9 % осіб, у тому числі 28,5 % дітей у віці до 18 років та 8,5 % осіб у віці 65 років та старших.
Цивільне працевлаштоване населення становило 7153 особи. Основні галузі зайнятості: освіта, охорона здоров'я та соціальна допомога — 25,4 %, науковці, спеціалісти, менеджери — 23,7 %, роздрібна торгівля — 9,6 %, мистецтво, розваги та відпочинок — 7,5 %.